# Estación 36
La Estación 36 será una de las estaciones del Metro de Brasilia, situada en la ciudad satélite de Samambaia, al lado de la Estación 35.
Actualmente el proyecto de la estación está en proceso de elaboración. A finales de 2013 las obras fueron iniciadas. La expectativa es que duren 24 meses, la estación estaría lista, por lo tanto, a finales de 2015.
Las obras de construcción comenzaron en febrero de 2025.
El nombre Estación 36 se debe a su numeración técnica. Otro nombre debe ser escogido haciendo referencia a su localización exacta.